# Odoo
Odoo (wcześniej OpenERP i TinyERP) – system ERP/CRM.
Odoo jest pakietem oprogramowania biznesowego zawierającym między innymi CRM, oprogramowanie do e-commerce, księgowości, zarządzania magazynem, zarządzania projektami. 
Odoo dostępne jest zarówno lokalnie, do instalacji na własnym serwerze, jak i w postaci gotowego do użycia oprogramowania SaaS (Software as a Service). Występuje zarówno w edycji darmowej, jak i rozszerzonej, płatnej.

## Przegląd
Odoo zostało napisane z wykorzystaniem języka Python, a modele biznesowe tworzone są z użyciem plików XML. Front End aplikacji wykorzystuje HTML, JavaScript oraz bibliotekę JQuery i dedykowany Odoo framework OWL. Źródła można oglądać i rozwijać w serwisie GitHub. Jedną z najważniejszych cech oprogramowania Odoo jest jego rozszerzalność. Funkcjonalność poszczególnych modułów można rozszerzać tworząc do nich rozszerzenia, nie modyfikując jednak oryginalnego kodu modułu.

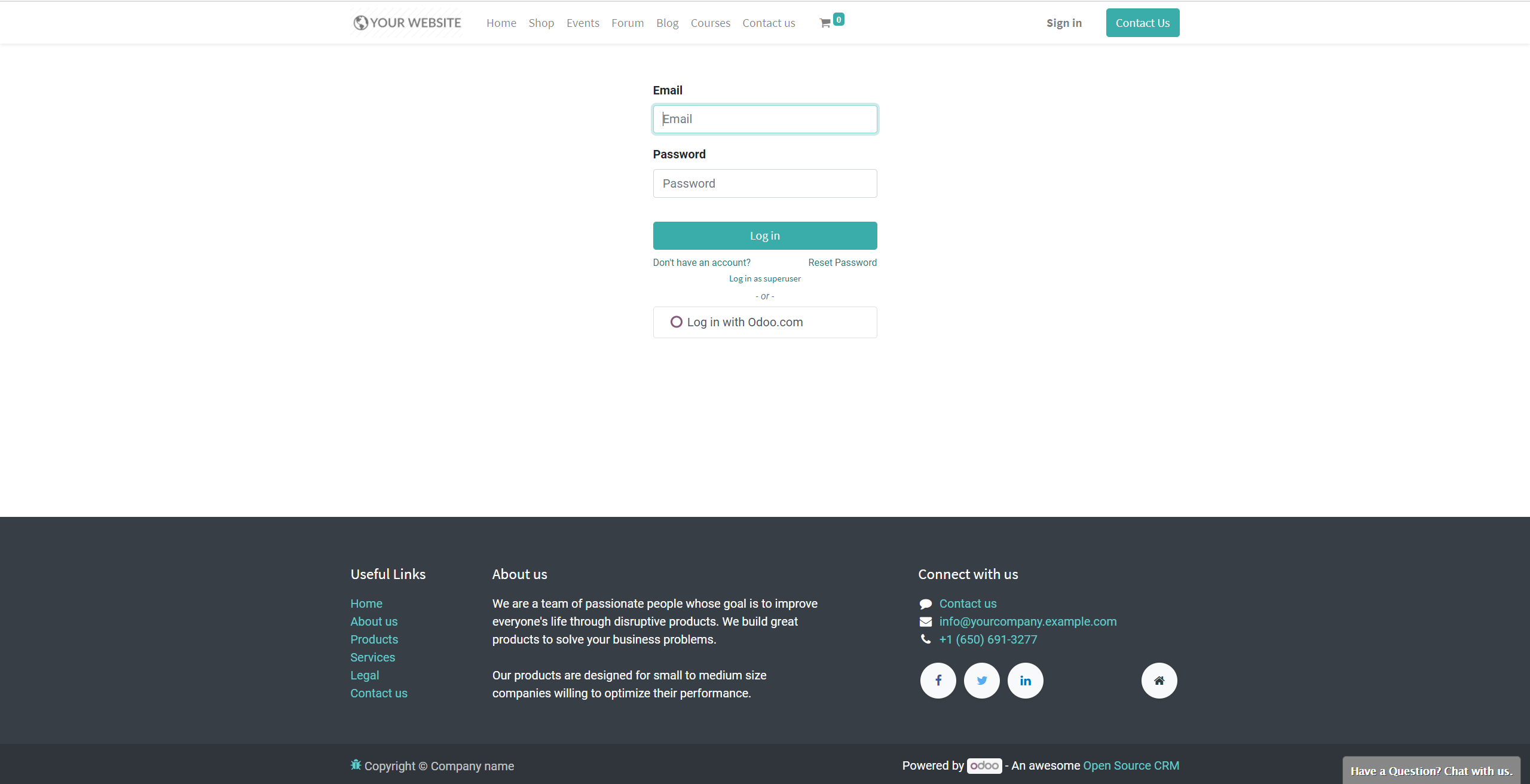
Ekran logowania

## Edycje
Odoo występuje w dwóch edycjach: darmowej Community, oraz płatnej Enterprise. Edycja Community jest wolnym oprogramowaniem wydanym na licencji GNU LGPLv3. Edycja Enterprise posiada dodatkowe, płatne funkcje. W gruncie rzeczy edycja Enterprise jest zestawem własnościowych modułów, rozszerzających i stanowiących nadbudowę dla edycji Community.
Nowe wersje środowiska wydawane są co roku. Najnowsza wersja stabilna (LTS), 14.0, została wydana w październiku 2020 roku. Na obecną chwilę wspierane są trzy ostatnie edycje LTS. Otrzymują one poprawki i łatki bezpieczeństwa
Już w darmowej edycji Odoo zawiera wiele przydatnych funkcji. Zaliczamy do nich między innymi:
- przyjazny, interaktywny interfejs użytkownika, obsługiwany przez przeglądarkę internetową
- obsługa zamówień i handlu elektronicznego (eCommerce)
- zarządzanie magazynem
- możliwość stworzenia własnej strony internetowej za pomocą narzędzia Website Builder
- blogi i fora dyskusyjne
- czat na żywo
- moduł zdalnego nauczania – eLearning
- moduł Point of Sale (POS)
- fakturowanie
- zarządzanie projektami

Najważniejsze różnice edycji Enterprise w stosunku do Community to między innymi: (na przykładzie wersji 14.0):
- zwiększone wsparcie
- możliwość hostowania aplikacji na serwerze Odoo S.A
- dodatkowy interfejs w postaci aplikacji mobilnej
- możliwość integracji z usługami serwisów Amazon i Ebay
- integracja z platformami VoIP

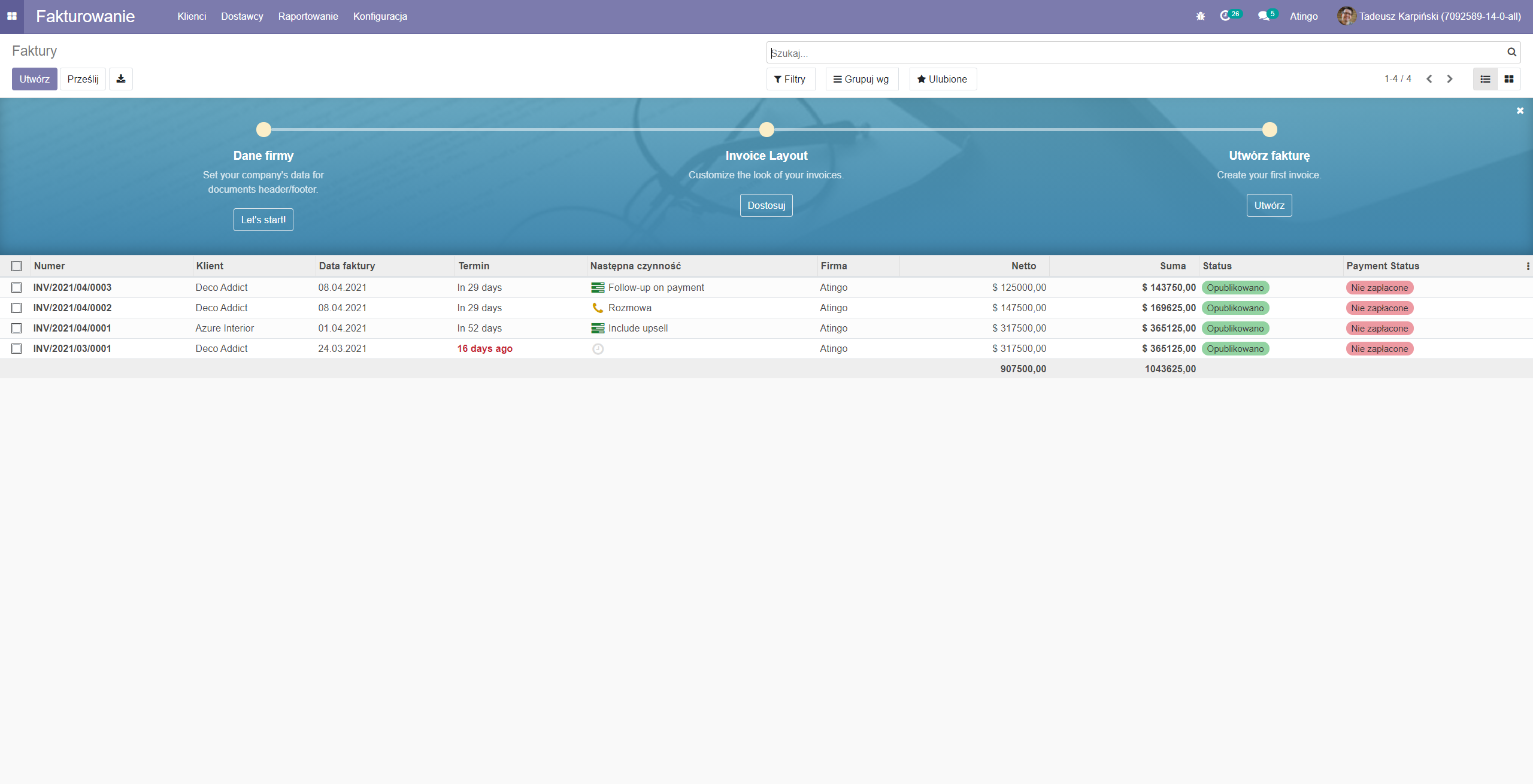
Moduł fakturowania

Jedną z cech edycji Enterprise jest możliwość łatwiejszego uaktualnienia oprogramowania do nowszej wersji. Domyślnie nie jest to możliwe, bądź jest mocno utrudnione. Powstała jednak otwartoźródłowa alternatywa przeznaczona do tego celu pod nazwą Open Upgrade

## Funkcjonalność
Podstawowe moduły spośród ponad 500 służą do zarządzania:
- finansami,
- księgowością,
- zapasami,
- sprzedażą,
- zakupami,
- relacjami z klientami,
- planowaniem,
- produkcją,
- kadrami,
- obiegami (workflow),
- procesami,
- szkoleniami.

Istnieją moduły branżowe, jak np. do zarządzania:
- biblioteką,
- szpitalem,
- flotą,
- hotelem,
- restauracją.

Są również moduły integracyjne do łączenia Odoo z innymi systemami, jak np:
- Magento,
- PrestaShop,
- Allegro,
- Zarafa,
- systemy pocztowe (UPS, FedEx, InPost),
- Asterisk,
- Serwisy Google, np. Google Maps, Kalendarz Google,
- Bankowość elektroniczna (Bank ING)

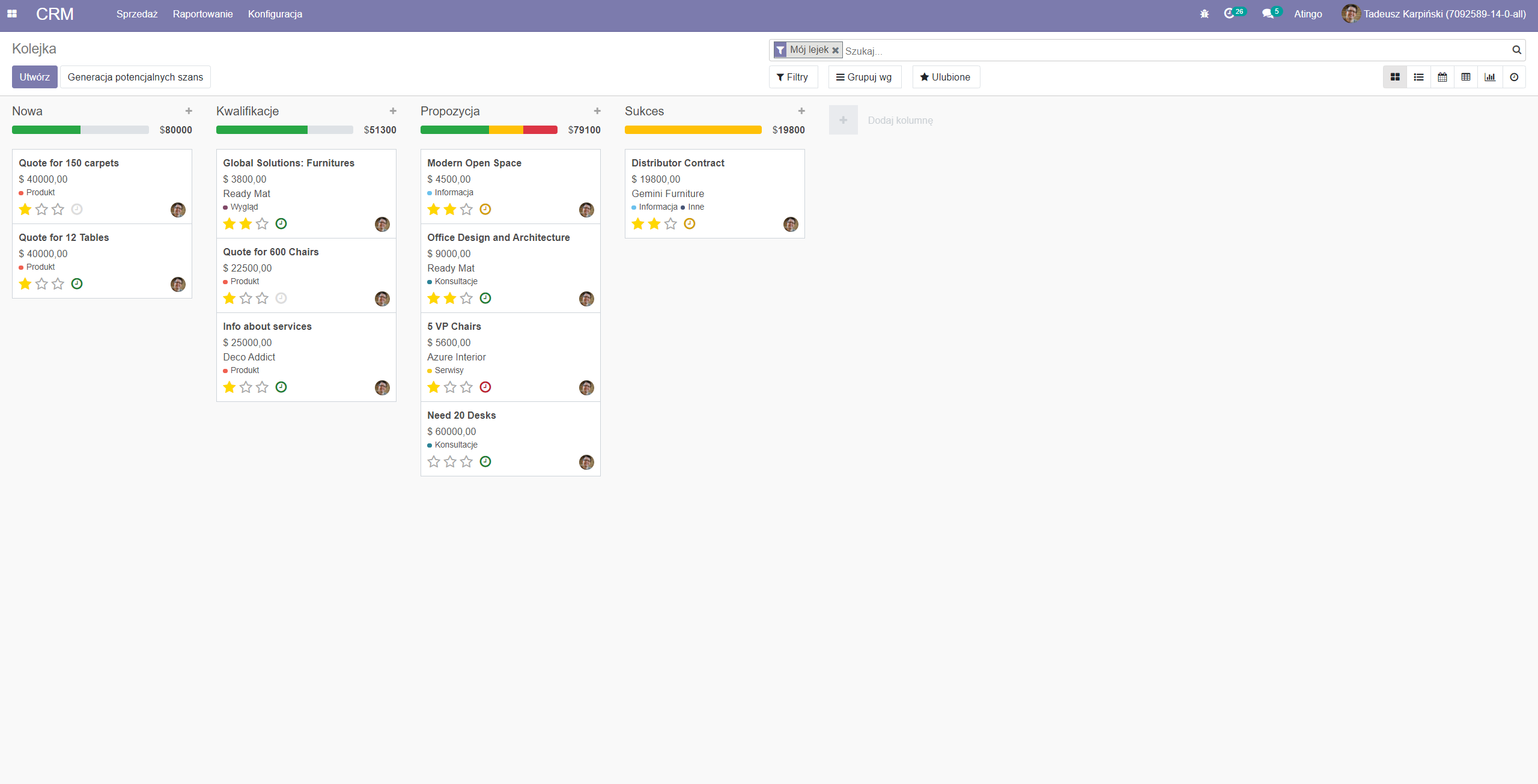
Moduł CRM

- GUS

## Status prawny
Oprogramowaniem opiekuje się zarejestrowana w Belgii spółka Odoo S.A. Edycja Community jest rozpowszechniana na otwartoźródłowej licencji LGPLv3, natomiast edycja Enterprise zestawem modułów wydanych na licencji własnościowej, dostępnym w płatnej subskrypcji.

## Dodatki
Odoo jest stworzone z myślą o możliwości tworzenia do niego modułów i rozszerzeń. Dodatki tworzy się w języku Python, deklarując modele biznesowe za pomocą języka XML. Istnieje także frontendowy framework OWL, umożliwiający tworzenie interfejsów użytkownika, częściowo zbliżony do frameworka React. Dodatki mogą być tworzone przez użytkownika bądź pobrane ze sklepu https://apps.odoo.com, odpłatnie bądź nieodpłatnie. Wiele większych przedsiębiorstw zleca swoim działom IT rozwój modułów odpowiednio dostosowanych do ich potrzeb.
Wiele darmowych dodatków jest dostępnych na profilu Odoo Community Association w serwisie Github. Są to między innymi:
- OpenUpgrade – narzędzie do migracji pomiędzy wersjami Odoo
- fleet – do zarządzania flotą
- delivery-carrier – moduł do monitorowania przesyłek
- helpdesk
- dodatki do modułu zarządzania magazynem

## Architektura
Odoo ma strukturę 3 warstwową.
Bazą danych jest PostgreSQL.
Część serwerowa jest napisana w języku Python. Funkcjonalność biznesowa jest zorganizowana w modułach. Moduł jest folderem o predefiniowanej strukturze zawierającym kod Python i pliki XML. Moduł definiuje strukturę danych, formularze raporty, menu, procedury i obiegi.
Klient Web jest napisany w Pythonie, część Front Endowa wykorzystuje JavaScript z biblioteką JQuery i frameworkiem OWL.

## Środowiska rozwojowe
Nie ma zintegrowanego środowiska. Kod Python musi być edytowany w zewnętrznym edytorze.
Część logiki (np. obiegi i struktura danych) może być zmieniana w kliencie.

## Historia
W 2005 roku, Fabien Pinckaers, twórca oraz obecny CEO Odoo S.A, zaczął tworzyć swój pierwszy produkt software’owy, TinyERP. Trzy lata później nazwę produktu zmieniono na OpenERP. Firma zanotowała szybki przyrost i już w 2010 zatrudniała ponad stu pracowników.
W 2013 firma została nagrodzona przez Deloitte jako najszybciej rozwijająca się firma w Belgii, odnotowująca 1549% wzrost na przestrzeni ostatnich pięciu lat.
W 2014 zmieniono nazwę na Odoo, pozbywając się członu “ERP” z nazwy.
W 2015 magazyn Inc Magazine umieścił Odoo na liście 5000 najszybciej rozwijających się firm w Europie. W 2021 roku odnotowano ponad 5 milionów użytkowników rozwijających swoje biznesy z wykorzystaniem Odoo.

## Historia wersji
| Legenda:       | Legenda:   | Legenda:        | Legenda:        | Legenda: |
| -------------- | ---------- | --------------- | --------------- | -------- |
| starsze wersje | wersje LTS | aktualna wersja | przyszłe wersje |          |

| Nazwa    | Wersja | Data wydania         | Licencja    |
| -------- | ------ | -------------------- | ----------- |
| Tiny ERP | 1.0    | Luty 2005            | GNU GPL     |
| Tiny ERP | 2.0    | May 2005             | GNU GPL     |
| Tiny ERP | 3.0    | Wrzesień 2005        | GNU GPL     |
| Tiny ERP | 4.0    | Grudzień 2006        | GNU GPL     |
| OpenERP  | 5.0    | Kwiecień 2009        | GNU GPL     |
| OpenERP  | 6.0    | Styczeń 2011         | GNU AGPL    |
| OpenERP  | 6.1    | Luty 2012            | GNU AGPL    |
| OpenERP  | 7.0    | Grudzień 22, 2012    | GNU AGPL    |
| Odoo     | 8.0    | Wrzesień 18, 2014    | GNU AGPL    |
| Odoo     | 9.0    | Październik 1, 2015  | GNU LGPL v3 |
| Odoo     | 10.0   | Październik 5, 2016  | GNU LGPL v3 |
| Odoo     | 11.0   | Październik 5, 2017  | GNU LGPL v3 |
| Odoo     | 12.0   | Październik 3, 2018  | GNU LGPL v3 |
| Odoo     | 13.0   | Październik 22, 2019 | GNU LGPL v3 |
| Odoo     | 14.0   | Październik 3, 2020  | GNU LGPL v3 |
| Odoo     | 15.0   | Październik 22, 2021 | GNU LGPL v3 |
| Odoo     | 16.0   | Październik 12, 2022 | GNU LGPL v3 |
| Odoo     | 17.0   | Listopad 8, 2023     | GNU LGPL v3 |
| Odoo     | 18.0   | Wrzesień 25, 2024    | GNU LGPL v3 |

## Społeczność
Wokół platformy Odoo gromadzi się spora, i dynamicznie rozwijająca się społeczność. Oprócz oficjalnego forum dyskusyjnego użytkownicy gromadzą się także na takich platformach jak kanały Discorda czy grupy na Facebooku. Prowadzone są także oficjalne profile w mediach społecznościowych takich jak Youtube, Twitter czy Linked In.

## Polska wersja
System Odoo został przetłumaczony na język polski przez polską społeczność Odoo. Zostały również stworzone komercyjne moduły niedostępne publicznie z polskim wzorcowym planem kont, polskimi podatkami VAT, oraz moduł do automatycznego importu kursów walut ze stron internetowych NBP. Standardowe pakiety instalacyjne nie zawierają importu kursów walut, choć taka funkcja może być dostarczana w komercyjnych rozwiązaniach. Moduły lokalizacyjne dostosowujące system do Polskiej specyfiki są dostępne u polskich członków społeczności Odoo. Moduły lokalizacyjne zawierają między innymi polskie wydruki faktur, dokumentów magazynowych i innych dokumentów. Moduły lokalizacyjne zawierają również wiele funkcjonalnych zmian w standardzie Odoo, aby system mógł działać w przedsiębiorstwach. W polskiej społeczności OpenERP były w przeszłości dostępne moduły lokalizacyjne, obecnie nie można już znaleźć ich pakietów instalacyjnych:
- acount_pl_cirrus – dostosowanie do polskiej księgowości
- account_asset_pl_cirrus – dostosowanie modułu środków trwałych
- stock_pl_cirrus – dostosowanie operacji i dokumentów magazynowych oraz funkcji inwentaryzacyjnych
- sale_pl_cirrus – dostosowanie przepływów magazynowych w sprzedaży
- account_fifo_ac – dostosowanie księgowania kosztów zakupu lub nabycia
- purchase_pl_cirrus – dostosowanie przepływów magazynowych przy zakupach
- mrp_pl_cirrus – dostosowanie dokumentów magazynowych przy produkcji
- hr_holidays_pl_cirrus – dostosowanie udzielania urlopów do polskich zasad
- hr_expense_pl_cirrus – dostosowanie rozliczenia wydatków (np. przy delegacjach)
- account_invoice_pl_og – moduł rozszerzający podstawową funkcjonalność księgową pod nowe wymagania prawne

Obecnie na polskim rynku nie istnieją publicznie dostępne narzędzia pozwalające na korzystanie z Odoo ani OpenERP bez dodatkowych modułów dostosowujących działanie do polskich przepisów prawa.

## Materiały edukacyjne
Osoby chętne pogłębić wiedzę na temat Odoo mogą skorzystać z oficjalnej dokumentacji, literatury bądź licznych kursów wideo na platformie YouTube czy Udemy. Wśród książek z pewnością wyróżniają się pozycje wydawnictwa Packt:
- Learn Odoo, autorstwa Grega Mossa, opisująca użytkowanie pakietu
- Odoo 12 Developement Essentials, autor Daniel Reis (wydanie piąte, zawierające opis Odoo 14, zaplanowane jest na październik 2021)
- Odoo 14 Development Cookbook, autorzy: Parth Gijar, Alexandre Fayolle, Holger Brunn, Daniel Reis

## Znani użytkownicy
Wśród użytkowników systemu Odoo można znaleźć także duże, rozpoznawalne marki takie jak między innymi:
- Auchan
- Toyota
- Hyundai
- Danone
- WWF
- Canonical
- PwC
- Volkswagen
- Czerwony Krzyż
- Iliad
- Deloitte[21]
- KPMG[22]